# Manuel Monteiro
Manuel Fernando da Silva Monteiro (ur. 1 kwietnia 1962 w Vieira do Minho) – portugalski polityk i prawnik, poseł do Zgromadzenia Republiki, eurodeputowany IV kadencji, od 1992 do 1998 przewodniczący Centrum Demokratycznego i Społecznego – Partii Ludowej (CDS/PP).

## Życiorys
Ukończył studia prawnicze na Universidade Católica Portuguesa w Lizbonie, pracował m.in. w konfederacji przemysłowców oraz w banku Banco Comercial Português. Jako nastolatek został działaczem Juventude Centrista, młodzieżówki Centrum Demokratycznego i Społecznego, od 1981 zasiadał w jej władzach krajowych, a w latach 1985–1990 stał na czele tej organizacji. Od 1985 do 1987 po raz pierwszy był członkiem krajowego parlamentu.
W 1992 został wybrany na nowego przewodniczącego CDS. Doprowadził m.in. do zmiany nazwy ugrupowania poprzez dodanie do niej drugiego członu Partia Ludowa. W 1994 został wybrany na posła do Parlamentu Europejskiego IV kadencji, złożył jednak mandat w 1995 w związku z ponownym wyborem do Zgromadzenia Republiki, w którym zasiadał do 1999.
W 1998 nowym przewodniczącym CDS/PP został Paulo Portas. W 2002 Manuel Monteiro bezskutecznie ubiegał się o ponowne przywództwo w partii. Wkrótce opuścił centrystów, inicjując powstanie formacji pod nazwą Partia Nowej Demokracji, z którą nie odniósł politycznych sukcesów. Powrócił do pracy zawodowej, zajmując się również działalnością dydaktyczną. W 2012 uzyskał doktorat na prywatnym Universidade Lusíada do Porto.